# Lac de Malh Arrouy
Le lac de Malh Arrouy est un  lac pyrénéen français situé administrativement dans la commune de Cauterets dans le département des Hautes-Pyrénées, dans le Lavedan en Occitanie.
Le lac a une superficie de 1,7 ha pour une altitude de 2 584 m, il atteint une profondeur de 9 m.

## Toponymie
En occitan, malh signifie « sommet escarpé, montagne rocheuse » et arrouy signifie « rouge », ce qui donne : « lac du sommet rouge ».

## Géographie
Le lac de Malh Arrouy est  un lac naturel situé dans l'enceinte du parc national des Pyrénées, dans la vallée de Lutour.

### Topographie
| Lac des Oulettes d'Estom Soubiran (2 387 m) | Pic de Pébignau (2 895 m) | Soum de Hount Hérède (2 873 m) |
| Lac Couy (2 445 m)                          | lac de Malh Arrouy        | Col de Malh Arrouy (2 745 m)   |
| Col d'Estom Soubiran (2 652 m)              | Lac d'Aspé (2 689 m)      |                                |

### Hydrographie
Le lac est alimenté par les eaux ramassées du petit cirque d'Estom Soubiran, de la crête d’Aspé et du  gave d'Estom Soubiran et a pour émissaire le même gave.

## Protection environnementale
Le lac est situé dans le parc national des Pyrénées.

## Voies d'accès
Le lac de Malh Arrouy est accessible par le versant nord depuis la l'hôtellerie de la Fruitière par le sentier du lac d'Estom et son refuge, prendre le sentier d'Estom Soubiran en longeant le gave d’Estom Soubiran en rejoignant le lac de Labas.
Par le versant est, par la vallée de Cestrède depuis le parking aux granges de Bué, suivre l'itinéraire du lac de Cestrède puis suivre vers le lacot d'Era Oule (2 296 m) et passé par le col de Malh Arrouy (2 745 m).